# Nabis roseipennis
Nabis roseipennis är en insektsart som beskrevs av Reuter 1872. Nabis roseipennis ingår i släktet Nabis och familjen fältrovskinnbaggar. Inga underarter finns listade i Catalogue of Life.